# Pleurodema nebulosum
Pleurodema nebulosum là một loài ếch thuộc họ Leptodactylidae.
Đây là loài đặc hữu của Argentina.
Môi trường sống tự nhiên của chúng là vùng cây bụi ôn đới, vùng cây bụi khô khu vực nhiệt đới hoặc cận nhiệt đới, vùng đồng cỏ ôn đới, đồng cỏ khô nhiệt đới hoặc cận nhiệt đới vùng đất thấp, đồng cỏ nhiệt đới hoặc cận nhiệt đới vùng ngập nước hoặc lụt theo mùa, đồng cỏ nhiệt đới hoặc cận nhiệt đới vùng đất cao, đầm nước ngọt có nước theo mùa, đất canh tác, vùng đồng cỏ, ao, đất có tưới tiêu, và đất nông nghiệp có lụt theo mùa.